# Buna (Mostar)
Pour les articles homonymes, voir Buna.
Buna (en cyrillique : Буна) est un village de Bosnie-Herzégovine. Il est situé sur le territoire de la ville de Mostar, dans le canton d'Herzégovine-Neretva et dans la fédération de Bosnie-et-Herzégovine. Selon les premiers résultats du recensement bosnien de 2013, il compte 1 364 habitants.

## Géographie
Le village est situé sur les bords de la rivière Buna, un affluent de la Neretva.

## Démographie

### Évolution historique de la population
| 1948 | 1953 | 1961 | 1971 | 1981  | 1991  | 2013  |
| ---- | ---- | ---- | ---- | ----- | ----- | ----- |
| -    | -    | 512  | 698  | 1 006 | 1 097 | 1 364 |

|  |

### Communauté locale
En 1991, la communauté locale de Buna comptait 3 494 habitants, répartis de la manière suivante :